# K-W United Football Club
Maillots
Le  K-W United FC, est un club de soccer  canadien représentant les villes de Kitchener et Waterloo, en Ontario. Le club est fondé en 2006 et porte le nom du Hamilton Lady Avalanche pour la section féminine. Depuis 2006, le Lady Avalanche joue dans la USL W-League, le plus haut niveau de soccer féminin au Canada tandis que la section masculine évolue en PDL.

## Histoire
Le club est vendu à l'automne 2010 et change son nom pour le  Hamilton FC Rage. 
Le nouveau propriétaire du club, Valdi Greco en collaboration avec l'association locale de soccer,crée une équipe masculine, le Hamilton FC Rage qui rejoint la Premier Development League  pour la saison 2011.
Les deux équipes du club jouent leurs matchs à domicile au Brian Timmis Stadium dans la ville d'Hamilton. Les couleurs du club sont en blanc et en noir. Depuis 2011, les matches à domicile sont télévisés sur le canal Cogeco Cable 14, accessible dans la région d'Hamilton et de Toronto.

## Parcours de l'équipe féminine en W-League
| Année | Ligue        | Conférence             | Division                 | Saisons régulières | Séries éliminatoires                  |
| ----- | ------------ | ---------------------- | ------------------------ | ------------------ | ------------------------------------- |
| 2006  | USL W-League | Conférence du nord-est | Division du nord         | Termine 4e         | non qualifié                          |
| 2007  | USL W-League | Conférence du nord-est | Division du nord         | Termine 5e         | non qualifié                          |
| 2008  | USL W-League | Conférence centrale    | Division du nord         | Termine 5e         | non qualifié                          |
| 2009  | USL W-League | Conférence centrale    | Division des Grands Lacs | Termine 5e         | non qualifié                          |
| 2010  | USL W-League | Conférence centrale    | Division des Grands Lacs | Termine 6e         | non qualifié                          |
| 2011  | USL W-League | Conférence centrale    | Division des Grands Lacs | Termine 6e         | ne se qualifie pas                    |
| 2012  | USL W-League | Conférence centrale    | Division Centrale        | Termine 5e         | Éliminée en demi-finale de conférence |

### Effectif féminin pour la saison 2012
En date de Juin 2012.
| N° | Nat.              | Poste | Nom du joueur      |
| -- | ----------------- | ----- | ------------------ |
| 1  | Drapeau du Canada | G     | Melissa MacKinnon  |
| 2  | Drapeau du Canada | M     | Shanika Thomas     |
| 3  | Drapeau du Canada | M     | Angelika Uremovich |
| 4  | Drapeau du Canada | M     | Rachel Conway      |
| 5  | Drapeau du Canada | A     | Sara Stewart       |
| 5  | Drapeau du Canada | A     | Sara Stewart       |
| 6  | Drapeau du Canada | M     | Gisenia Utreras    |
| 7  | Drapeau du Canada | M     | Chiara Greco       |
| 8  | Drapeau du Canada | A     | Diamond Simpson    |
| 9  | Drapeau du Canada | M     | Jesse Shugg        |
| 10 | Drapeau du Canada | D     | Christabel Oduro   |
| 11 | Drapeau du Canada | M     | Christina Thornton |
| 12 | Drapeau du Canada | D     | Amanda Robinson    |
| 14 | Drapeau du Canada | M     | Nicole Mitchell    |
| 15 | Drapeau du Canada | D     | Alexandra Craig    |
| 17 | Drapeau du Canada | M     | Jacqueline Kurgan  |
| 18 | Drapeau du Canada | M     | Olivia Colosimo    |
| 19 | Drapeau du Canada | D     | Elysia Mastersl    |
| 20 | Drapeau du Canada | D     | Haillie Price      |
| 24 | Drapeau du Canada | G     | Geneviève Richard  |
|    | Drapeau du Canada |       | Rachael Lolua      |

### Entraineur-chef 2012
- Joe Moscato[12]

## Distinction individuelle
En 2012, la défenseure   Haillie Price, est élue sur l'équipe d'étoiles All-Conference Teams de la W-League

## Parcours de l'équipe masculine en PDL
Le 17 février 2011, le club annonce une franchise d'expansion dans la Premier Development League. L'équipe joue son premier match le 25 mai 2011: Une défaite de  2-0 devant les Lynx de Toronto, mais l'équipe gagne son second matches 5-0 devant le Fury d'Ottawa. Le premier but de l'histoire de l'équipe masculine est marqué par Dominic Bell.
| Année | Niveau dans la pyramide | Ligue | Saison régulière | Série éliminatoire | Coupe Voyageurs | Coupe Open Canada |
| ----- | ----------------------- | ----- | ---------------- | ------------------ | --------------- | ----------------- |
| 2011  | 4                       | PDL   |                  |                    |                 |                   |

### Effectif masculin pour la saison 2011
En date du 7 juin 2011.
| N° | Nat.                                                  | Poste | Nom du joueur    |
| -- | ----------------------------------------------------- | ----- | ---------------- |
| 1  | Drapeau des États-Unis                                | G     | Nicholas Kurtz   |
| 2  | Drapeau du Canada                                     | D     | Rene De Zorzi    |
| 3  | Drapeau du Canada                                     | D     | Dominic Bell     |
| 4  | Drapeau du Canada                                     | D     | Tevin Wynter     |
| 5  | Drapeau de l'Angleterre                               | M     | Sean Pike        |
| 6  | Drapeau de l'Angleterre                               | M     | William Grocott  |
| 7  | Drapeau du Canada                                     | M     | Josh Bennett     |
| 8  | Drapeau du pays de Galles                             | A     | Scott McCoubrey  |
| 9  | Drapeau de l'Irlande du Nord (drapeau du Royaume-Uni) | A     | Aaron Boyd       |
| 10 | Drapeau du Canada                                     | M     | Andrew Barsalona |
| 11 | Drapeau du Canada                                     | M     | Evan James       |
| 12 | Drapeau du Canada                                     | D     | Cayle Lackten    |
| 14 | Drapeau du Canada                                     | M     | Matthew Osorio   |

| No. | Nat.                      | Position | Nom du joueur         |
| --- | ------------------------- | -------- | --------------------- |
| 15  | Drapeau du Canada         | D        | John Nardozzi         |
| 16  | Drapeau du Canada         | M        | Jan Yacou             |
| 17  | Drapeau du pays de Galles | M        | Stephen Powell        |
| 18  | Drapeau de l'Allemagne    | M        | Andreas Guentner      |
| 19  | Drapeau du Canada         | M        | Matthew Barsalona     |
| 20  | Drapeau de l'Irlande      | M        | Liam Collins          |
| 21  | Drapeau du Canada         | M        | Khody Ellis           |
| 22  | Drapeau du Canada         | D        | Anthony Di Biase      |
| 23  | Drapeau du Canada         | A        | Adam Bond             |
| 25  | Drapeau du Canada         | D        | Christopher Karafilov |
| 26  | Drapeau de l'Angleterre   | G        | Alex Mitchell         |
| 27  | Drapeau du Canada         | G        | Justin Silveira       |

### Entraineur-chef 2011
- Brett Mosen[38]